# Горбанівка (Богодухівський район)
Горбані́вка — село у Богодухівській міській громаді Богодухівського району Харківської області України.
Поштове відділення: Матвіївське.

## Географія
Село Горбанівка знаходиться на правому березі річки Рябина. На річці за 1 км нижче за течією гребля, яка утворює Матвіївське водосховище. Нижче за течією примикає село Матвіївка, вище за течією — село Леськівка. На протилежному березі село Дмитрівка.

## Історія
Село засноване в 1786 році.
12 червня 2020 року, відповідно до розпорядження Кабінету Міністрів України № 725-р «Про визначення адміністративних центрів та затвердження територій територіальних громад Харківської області», село увійшло до Богодухівської міської громади.
19 липня 2020 року, в результаті адміністративно-територіальної реформи та ліквідації Богодухівського району (1923—2020), село увійшло до складу новоутвореного Богодухівського району Харківської області.